# The Grudge 3
The Grudge 3 (bra: O Grito 3; prt: The  Grudge 3 - A Maldição) é um filme americano de 2009, dirigido por Toby Wilkins e escrito por Brad Keene. 
Este terceiro filme da série The Grudge apresenta Johanna Braddy, Gil McKinney, Emi Ikehata, Jadie Rose Hobson, Shawnee Smith, Beau Mirchoff e Matthew Knight no elenco.

## Sinopse
Jake (Matthew Knight), o único sobrevivente do massacre de The Grudge 2 (2006), é perturbado por visões dos espíritos de Kayako e Toshio. Hospitalizado, sua médica, Dra. Sullivan (Shawnee Smith), está determinada a investigar os acontecimentos e salvá-lo. Buscando provas dos tormentos de Jake a Dra. Sullivan desconfia de que a familia que esta morando na casa de Jake pode estar sendo amaldiçoada. Fica claro, então, que as histórias de Jake são verdadeiras. A única esperança para acabar com a maldição é uma misteriosa mulher japonesa que possui planos para destruir os espíritos.

## Elenco
| Ator/Atriz        | Personagem     |
| ----------------- | -------------- |
| Johanna Braddy    | Lisa           |
| Gil McKinney      | Max            |
| Emi Ikehata       | Naoko Kawamata |
| Jadie Rose Hobson | Rose           |
| Beau Mirchoff     | Andy           |
| Marina Sirtis     | Gretchen       |
| Matthew Knight    | Jake Kimble    |
| Shawnee Smith     | Dra. Sullivan  |
| Aiko Horiuchi     | Kayako Saeki   |
| Shimba Tsuchiya   | Toshio Saeki   |
| Michael McCoy     | Sr. Preski     |
| Takatsuna Mukai   | Daisuke        |
| Laura Gioshi      | Renee          |
| Mihaela Nankova   | Brenda         |

## Produção

### Desenvolvimento
Durante a pós-produção de The Grudge 2, Takashi Shimizu pensou em criar outra sequência, dizendo: "Durante a reunião do roteiro, nossas ideias não foram boas, e não conseguimos encontrar nada interessante para parar a maldição, Então, se esse é o caso, eu prefiro apenas ir para algo que nunca poderia ser parado. Mas quem sabe, talvez algo possa ser interrompido em The Grudge 3".

## Recepção
A recepção crítica foi geralmente mista. Bloody Disgusting premiou o filme com dois crânios e meio, descrevendo-o como "sem brilho" e publicando: "assistir The Grudge 3 é como comer a marca genérica de seu cereal favorito; você pode tentar dizer a si mesmo o dia todo que é tão bom quanto o original, mas dentro, no fundo, você sabe que é diferente." O brasileiro Filipe Falcão, em sua avaliação ao site Boca do Inferno, concedeu-lhe uma caveira e meia em cinco e escreveu: "E se nos dois primeiros filmes também tínhamos um bom elenco, que incluía as participações de Grace Zabriskie e Bill Pullman, em O Grito 3 não tivemos a mesma sorte", mas chamou Shawnee Smith de exceção: "Mais feia do que em qualquer um dos Jogos Mortais, a interpretação da moça está mais do que forçada e o papel dela, o de uma médica, nada acrescenta a trama"; ele, contudo, elogiou a cena de abertura, descrevendo-a como "brilhante".

## Reinício
Em 6 de julho de 2017, foi anunciado que Nicolas Pesce iria dirigir o próximo filme da série. Em vez de ser uma sequência direta, será uma reinicialização. Não se sabe se o filme irá manter os personagens de Kayako e Toshio. Em 3 de março de 2018, foi anunciado que Andrea Riseborough estava em negociações para estrelar o filme no papel de uma jovem mãe e detetive.